# Bakaye Traoré
Bakaye Traoré (ur. 6 marca 1985 w Bondy) – malijski piłkarz grający na pozycji środkowego pomocnika. Posiada także obywatelstwo francuskie.

## Kariera klubowa
Traoré urodził się we Francji w rodzinie pochodzenia malijskiego. Karierę piłkarską rozpoczął w klubie Amiens SC i w 2004 roku został członkiem kadry pierwszego zespołu. 5 września 2004 zadebiutował w Ligue 2 w zremisowanym 2:2 domowym spotkaniu z LB Châteauroux. Od lata 2005 był podstawowym zawodnikiem Amiens i spędził w tym klubie 5 sezonów.
W połowie 2009 roku Traoré odszedł na zasadzie wolnego transferu do pierwszoligowego AS Nancy, prowadzonego przez trenera Pabla Correę. W Ligue 1 zadebiutował 8 sierpnia 2009 roku w wygranym 3:1 wyjazdowym spotkaniu z Valenciennes FC i w debiucie zdobył gola.
Od sezonu 2012/13 gra w barwach A.C. Milan, do którego przeszedł na zasadzie prawa Bosmana. W 2013 roku został wypożyczony do Kayseri Erciyessporu. W 2014 został zawodnikiem Bursasporu.
| Sezon   | Klub                | Kraj    | Rozgrywki | Mecze | Bramki | Rozgrywki Europy | Mecze | Bramki |
| ------- | ------------------- | ------- | --------- | ----- | ------ | ---------------- | ----- | ------ |
| 2004/05 | Amiens SC           | Francja | Ligue 2   | 2     | 0      | -                | -     | -      |
| 2005/06 | Amiens SC           | Francja | Ligue 2   | 21    | 0      | -                | -     | -      |
| 2006/07 | Amiens SC           | Francja | Ligue 2   | 17    | 0      | -                | -     | -      |
| 2007/08 | Amiens SC           | Francja | Ligue 2   | 31    | 7      | -                | -     | -      |
| 2008/09 | Amiens SC           | Francja | Ligue 2   | 34    | 8      | -                | -     | -      |
| 2009/10 | AS Nancy            | Francja | Ligue 1   | 22    | 1      | -                | -     | -      |
| 2010/11 | AS Nancy            | Francja | Ligue 1   | 28    | 5      | -                | -     | -      |
| 2011/12 | AS Nancy            | Francja | Ligue 1   | 22    | 5      | -                | -     | -      |
| 2012/13 | AC Milan            | Włochy  | Serie A   | 7     | 0      | -                | -     | -      |
| 2013/14 | Kayseri Erciyesspor | Turcja  | Süper Lig | 25    | 1      | -                | -     | -      |
| 2014/15 | Bursaspor           | Turcja  | Süper Lig | 10    | 0      | Liga Europy UEFA | 2     | 0      |

Stan na: 7 czerwca 2015 r.

## Kariera reprezentacyjna
W reprezentacji Mali Traoré zadebiutował 11 lutego 2009 roku w wygranym 4:0 towarzyskim spotkaniu z Angolą. W 2010 roku został powołany do kadry na Puchar Narodów Afryki 2010.